# Sixten Haage
Sixten Haage, född den 7 augusti 1926 i Stockholm, död den 16 november 2021 på Faludden i Öja distrikt på Gotland, var en svensk grafiker, skulptör och målare.

## Biografi
Haage genomgick efter sin studentexamen på latingymnasiet Grünewalds målarskola 1945–1946. Han fortsatte därefter sina studier vid Académie Julien i Paris 1947–1949.
Haage är främst känd som grafiker. I teknikerna torrnål, etsning och mezzotint utförde han välkända serier av grafiska blad, bland dem Europasviten bestående av 12 st. torrnålsgravyrer 1975–77 och Fabrik, 5 st. torrnålsgravyrer 1978–79. Hans motivkrets under den tiden var främst Europeisk arkitektur och äldre fabriksbyggnader i Ruhrområdet och Norrköping. Han ställde ut och reste mycket i Europa och hittade många av sina motiv under sina resor. Förutom i Stockholm och i övriga Sverige så hade han separatutställningar i Helsingfors, Åbo, Finland, Reykjavik, Island,  Fredrikstad, Norge, Warszawa, Wroclaw, Szczecin, Polen, Paris, Dortmund, Wuppertal, Heidelberg, Tyskland, Liège, Charleroi, Belgien m.fl. 
Han producerade också ett trettiotal litografier, som i både text och bild illustrerar vallonernas invandring under 1500- och 1600-talet och deras liv i Sverige därefter. Mappen gavs ut av Konstfrämjandet 1986. Litografierna inspirerade till filmen Vallonerna i järnets tid av Curt Strömblad, producerad för Sveriges Television och Arbetets museum 1986–1987.
Hans uppsalabilder, 40 st torrnålsgravyrer, ingår i boken Universitetsstaden Uppsala, utgiven tillsammans med Uno Erikson, 2004. Hans serie bilder från Rom, 48 st torrnålsgravyrer, ingår i boken Kyrkor i Rom, utgiven tillsammans med Erland Lagerlöf och Sophie Petzell, utgiven 2008.
Haage verkade även som målare och skulptör. I sina nonfigurativa färgskulpturer med svällande barocka former fann han en personlig uttrycksform. Sitt intresse för ljuset odlade han i ett flertal verk skapade på Gotland.
I boken Faluddsboar återger han 23 målningar som föreställer personer, som bor året runt på Gotlands sydöstliga udde. Hans målningar visas tillsammans med de avporträtterades egna berättelser om livet på Faludden där han själv delvis bodde och verkade från och med 1961.
År 1983 tilldelades Haage Prins Eugen-medaljen. Han finns representerad på bland annat Moderna museet i Stockholm, Kalmar konstmuseum, Örebro läns museum , Örebro läns landsting och Norrköpings konstmuseum. Han finns även representerad utomlands på Ateneum, Helsingfors, Bibliothèque National, Paris, Victoria & Albert Museum, London, Albertina Museum, Wien, Metropolitan Museum, USA, Bibliothèque National, Bryssel. 
Vid sin bortgång bodde han på Faludden på Gotland.

### Fotnoter
1. ↑  Artists of the World, Walter de Gruyter, 17 januari 2022, Artists of the World konstnärs-ID: 00312669, läs online och läs online.[källa från Wikidata]
2. ↑  Familjesidan.se
3. ↑  Moderna museet
4. ↑  ”Kalmar konstmuseum”. Arkiverad från originalet den 2 december 2017. https://web.archive.org/web/20171202203143/http://konstdatabas.designarkivet.se/index.php/Detail/Object/Show/object_id/2048. Läst 2 december 2017.
5. ↑  Örebro läns museum
6. ↑  Konstsegment : en del av Örebro läns landstings konstinnehav, 1991, LIBRIS-ID:1282740, sid 168